# 日系ニューカレドニア人
日系ニューカレドニア人（にっけいニューカレドニアじん、フランス語: Les Japonais de Nouvelle-Calédonie）とは、在フランス日本人のうち日本人のルーツを持つニューカレドニア島民、及び日本に生まれニューカレドニアに移民した人々である。その総数は現在、8,000人前後と見られる。

## 歴史
日本人のニューカレドニア移住の歴史は、19世紀に仏ル・ニッケル社の要請を受けた榎本武揚外務大臣の推奨で、ニッケル採掘の露天掘鉱夫として出稼ぎに行った日本人に始まる。1892年から1919年の間にニューカレドニアに移民した日本人は6,880人に上り、ほとんどが男性であった。太平洋戦争勃発後、オーストラリアの強制収容所へ送られたり日本へ強制送還されたものもいたが、現地人と結婚しそのまま帰化した人も多く、現在およそ8,000人の日本人入植者の子孫がいるとされる。